# Pierpaolo Donati
Pour les articles homonymes, voir Donati.
Pierpaolo Donati (né le 30 septembre 1946 à Budrio, dans la province de Bologne en Émilie-Romagne) est un universitaire italien, père de la sociologie relationnelle (en italien sociologia relazionale) et professeur titulaire de sociologie auprès de la faculté de sciences politiques de l’Université de Bologne. Il est également directeur du Centre italien d’études en politique sociale et sociologie sanitaire (en italien : Centro Studi di Politica Sociale e Sociologia Sanitaria) auprès de la même université.
Auteur de plus de 500 publications, en italien et en diverses autres langues, Donati fut président de l'Association italienne de sociologie. Depuis le 22 décembre 1997, il est membre de l'Académie pontificale des sciences sociales.

## Sources
- (en) Cet article est partiellement ou en totalité issu de l’article de Wikipédia en anglais intitulé « Pierpaolo Donati » (voir la liste des auteurs).